# スーパー九九クエスト
『スーパー九九クエスト』（スーパーくくクエスト、Super Multiplication Table Quest）は、Scrat Picturesより配信予定のPC向け学習ゲーム。

## 概要
Scrat Picturesが開発する初の学習ゲーム。2023年5月10日に『Project Multiplication Table』のタイトルで発表された。5月21日には体験版第1弾が配信され8月9日には、体験版第2弾が配信された。
2024年1月1日には番外編作品の『九九エンドレス』が発表された。
2025年1月にゲーム公式サイトにて配信延期が発表され、現在の配信時期は未定となった。同年2月15日に配信の無期限延期が発表された。

## ストーリーモード
カケルンと一緒に3つの宝石を取り戻す大冒険。全6つのワールド。ワールドをクリアするとゴールドや経験値を獲得できる。一定数の経験値を集めると、レベルアップ。一定数のレベルに達するとロックされているワールドが解放される。

## ストーリー
ここは九九ワールド。かけ算の住人たちがここで暮らしている。だが、突如九九ワールドに3つの宝石が何者かに奪われてしまった。プレイヤーはカケルンと一緒に冒険の旅に出る。

## キャラクター
プレイヤー
いわゆる「あなた」。主人公のキャラクターデザインは存在しない。
カケルン
九九ワールドの案内人。